# Critics’ Choice Movie Award/Beste Kamera
Seit dem Jahr 2010 wird durch die Broadcast Film Critics Association die beste Kameraführung des vergangenen Filmjahres mit dem Critics’ Choice Movie Award geehrt.

## Liste der Gewinner und Nominierten
| Jahr        | Preisträger           | Film                                                      |
| ----------- | --------------------- | --------------------------------------------------------- |
| 2010        | Mauro Fiore           | Avatar – Aufbruch nach Pandora                            |
| 2011        | Wally Pfister         | Inception                                                 |
| 2012        | Janusz Kamiński       | Gefährten                                                 |
| 2012        | Emmanuel Lubezki      | The Tree of Life                                          |
| 2013        | Claudio Miranda       | Life of Pi: Schiffbruch mit Tiger                         |
| 2014        | Emmanuel Lubezki      | Gravity                                                   |
| 2015        | Emmanuel Lubezki      | Birdman oder (Die unverhoffte Macht der Ahnungslosigkeit) |
| 2016 (Jan.) | Emmanuel Lubezki      | The Revenant – Der Rückkehrer                             |
| 2016 (Dez.) | Linus Sandgren        | La La Land                                                |
| 2018        | Roger Deakins         | Blade Runner 2049                                         |
| 2019        | Alfonso Cuarón        | Roma                                                      |
| 2020        | Roger Deakins         | 1917                                                      |
| 2021        | Joshua James Richards | Nomadland                                                 |
| 2022        | Ari Wegner            | The Power of the Dog                                      |
| 2023        | Claudio Miranda       | Top Gun: Maverick                                         |
| 2024        | Hoyte van Hoytema     | Oppenheimer                                               |
| 2025        | Jarin Blaschke        | Nosferatu – Der Untote                                    |